# Sistema d'alimentació ininterrompuda

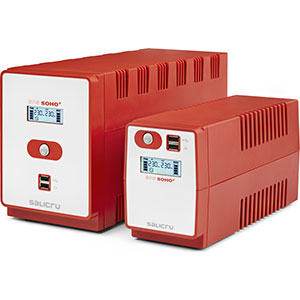

Un SAI (acrònim de sistema d'alimentació ininterrompuda; en anglès UPS, Uninterruptible Power Supply) és un aparell elèctric que subministra energia elèctrica quan la font primària d'electricitat falla. Un SAI es diferencia d'un generador d'emergència en què abasta d'energia elèctrica quasi instantàniament d'ençà que es produeix la caiguda de la font d'alimentació primària. Això ho aconsegueix a partir de l'energia que té emmagatzemada en bateries, volants d'inèrcia, supercondensadors o altres alternatives. Tot i així el temps en què proveeix d'energia elèctrica és relativament curt. Normalment el suficient per a, o bé realitzar les tasques necessàries per poder apagar el sistema amb seguretat, o canviar a un sistema d'alimentació secundari.
L'ús habitual d'un SAI és per protegir qualsevol equipament en què una baixada de tensió pugui provocar danys a l'equipament mateix o a qualsevol cosa que pugui dependre d'aquest equipament. Entre els usos més comuns es troben els computadors, centres de dades i l'equipament de telecomunicacions.

## Problemes d'alimentació comuns
El principal ús d'un SAI és proveir d'alimentació elèctrica quan la font primària d'alimentació falla, tot i així intenten corregir altres problemes com els següents:
1. Pics de voltatge o sobrevoltatges
2. Baixades de tensió momentànies o permanents
3. El soroll que pugui induir en la xarxa altres equipaments amb altes inductàncies
4. Inestabilitat en la freqüència d'alimentació
5. Distorsions harmòniques

D'aquesta manera els SAIs es divideixen en categories en funció de quins dels anteriors problemes solucionen i en quina mesura ho fan.

## Tecnologies
Les tres principals categories dels SAIs són en línia, passius o interactius. Un SAI en línia usa un sistema de doble conversió en què té una entrada de Corrent Altern, ho rectifica a Corrent continu, i després ho torna a convertir a Corrent Altern per a alimentar l'equipament. En un SAI passiu es manté l'alimentació de l'equipament des de la línia d'entrada i alhora es carreguen les bateries, de manera que quan hi ha una baixada de tensió fa servir les bateries que té carregades per a alimentar l'equipament. En canvi un SAI interactiu es diferencia d'un SAI passiu en què es realitzen conversions en la línia d'entrada per a corregir anomalies, però mentre no caigui la línia no es fa ús de les bateries.

## Aplicacions

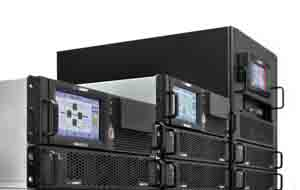
SAI MODULAR redundant

### N+1
En grans empreses on la fiabilitat és una prioritat, un gran SAI es podria convertir en un punt de fallada únic. De manera que per a proveir d'una major fiabilitat un conjunt de SAIs es poden usar en conjunt en comptes d'un gran SAI, produint així una alimentació redundant. "N+1" significa que si la instal·lació pot ser alimentada amb N mòduls, la instal·lació contindrà N+1 mòduls. D'aquesta manera la fallada d'un mòdul no compromet el sistema.

### Redundància Múltiple
Molts servidors ofereixen l'opció de fer servir fonts d'alimentació redundants, de manera que en cas de fallada en el subministrament d'energia, una o més fonts d'alimentació són capaces d'alimentar el sistema. És important que cada font d'alimentació sigui capaç d'alimentar tot el servidor per si mateix. La redundància és encara més gran si connectem cada font d'alimentació en un circuit d'alimentació diferent.
La protecció redundant es pot millorar encara més connectant cada font d'alimentació als seus propis SAIs. Això proporciona una doble protecció davant d'una fallada d'alimentació i una fallada del SAI, de manera que s'assegura força un funcionament continu. Aquesta configuració també es coneix com a 1+1 o 2N redundant.

### Ús a l'exterior
Quan un SAI es col·loca a l'aire lliure, ha de tenir algunes característiques específiques que garanteixin que es pot tolerar el temps atmosfèric sense cap efecte en el seu bon funcionament. Factors com la temperatura, la humitat, la pluja i la neu, entre d'altres han de ser considerats pel fabricant en el disseny d'un SAI per a l'aire lliure. Si el SAI ha d'aguantar molt baixes temperatures ha d'incloure una petita calefacció per a les bateries. En canvi, si ha d'aguantar temperatures molt altes ha de fer ús de ventiladors o un sistema d'aire condicionat.

## Estàndards
- EN 62040-1:2008 Sistemes d'alimentació ininterrompuda (SAI) – Part 1: Requeriments generals i de seguretat per als SAI.
- EN 62040-2:2006 Sistemes d'alimentació ininterrompuda (SAI) – Part 2: Requeriments de compatibilitat electromagnètica (CEM).
- EN 62040-3:2001 Sistemes d'alimentació ininterrompuda (SAI) – Part 3: Mètode per a especificar les prestacions i els requeriments d'assaig.